# المسيحية في فيتنام

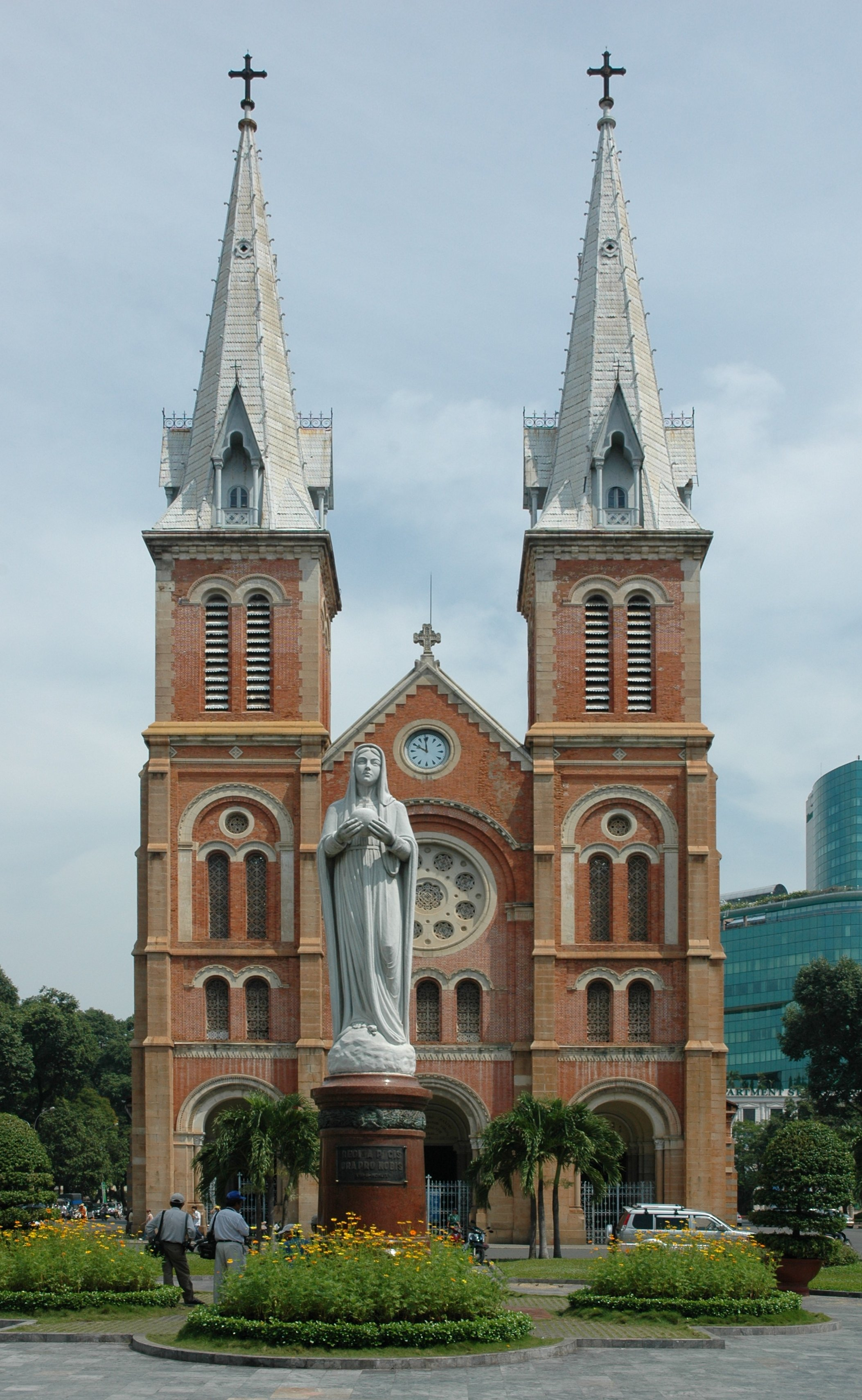
كاتدرائية سايغون نوتردام.

المسيحية في فيتنام هي ثالث أكبر الأديان المُنظمة بعد كل من الديانة الفيتناميَّة الشعبيَّة والبوذية، ودخلت المسيحية فيتنام في القرن السادس عشر من قبل المبشّرين المسيحيين البرتغاليين والهولنديين القادمين من ماكاو وملقا، ومن بقايا الكاثوليك اليابانيين المضطهدين بين القرنين السادس عشر والسابع عشر، وأنشأت موقعًا قويًا في المجتمع الفيتنامي منذ القرن التاسع عشر. وازداد نشاط التبشير بالمسيحيَّة من قبل المبشريّن الفرنسيين والإسبان الدومينيكان القادمين من جزر الهند الشرقية الإسبانية في القرنين التاسع عشر والعشرين، وإلى حد أقل، من قبل المبشرين البروتستانت الأمريكييّن خلال حرب فيتنام، لاسيّما بين سكان الجبال من فيتنام الجنوبية. أكبر الكنائس البروتستانتية هي الكنيسة الانجيلية في فيتنام والكنيسة الإنجيلية للجبليين؛ حيث أنَّ حوالي ثلثي البروتستانت هم من الأقليات العرقيّة.
كان للمسيحية تأثيراً على المجتمع الفيتنامي من خلال المبشرين الكاثوليك، ومن بين الإنجازات التي قام بها المبشرين للثقافة الفيتنامية كانت من خلال تطوير أبجدية للغة الفيتنامية. تعزز نفوذ الكنيسة الكاثوليكية لاحقاً خلال الحكم الإستعماري الفرنسي. وبسبب سياسية نغو دينه ديم التي عززت من قوة الكنيسة الكاثوليكية، لعب الكاثوليك دورًا أساسيًا في حكومة فيتنام الجنوبية، مما أساء البوذيين من احتكار الكاثوليك للسلطة والاقتصاد والجيش والمناصب الرئيسية وذلك على الرغم من كونهم أقلية.
وفقًا لتعداد عام 2014 كان حوالي 8.3% من السكان في فيتنام من المسيحيين، وبلغ عدد الرومان الكاثوليك نحو ستة ملايين وأقل من مليون بروتستانتي. ومع ذلك، تشير مصادر إلى أنه قد يكون رقم المسيحيين أعلى، وقد يمُثل الكاثوليك حوالي 10% السكان في حين قد يمثل البروتستانت حوالي 5% من مجمل السكان في فيتنام. رسميًَا، جمهورية فيتنام الاشتراكية هي دولة ملحدة بحسب أيدولوجيَّة الحكومة الشيوعية، وتنظر الحكومة الفيتنامية الشيوعية للكنيسة كاثوليكية على نطاق واسع على أنها مؤسسة مشبوهه. وتشهد المسيحية البروتستانتية اليوم نمو كبير في فيتنام إذ ازداد عدد السكان المسيحيين بنسبة 600% خلال العقود الأخيرة.

## تاريخ

### العصور المبكرة

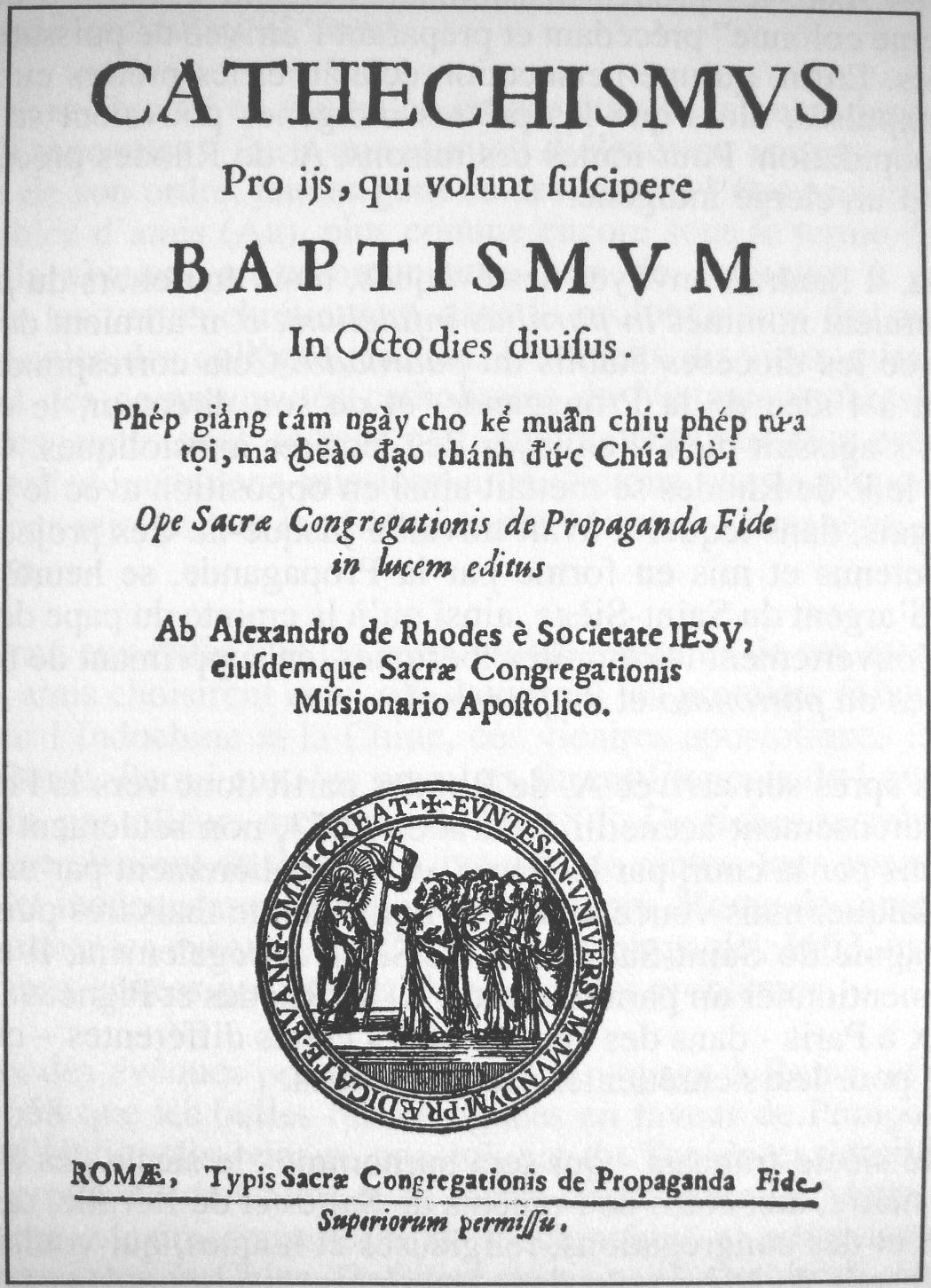
كتاب تعاليم الكنيسة باللغة الفيتنامية من كتابة ألكسندر دي رودس.

بحلول عام 679 غيرت سلالة تانغ الحاكمة اسم المنطقة إلى أنان (الجنوب الهادئ)، وعاصمتها سونغبينغ. في ذلك الوقت سكن ما يقرب من 25,000 من السكان مدينة هانوي والتي كانت تضم على مجتمعات أجنبية صغيرة ومقيمين من الفُرس والعرب والهنود والتشام والجاويين والمسيحيين النساطرة، وعمل المسيحيين النساطرة من سكان هانوي آنذاك في التجارة. وأصبحت المدينة مركزًا تجاريًا مهمًا لسلالة تانغ الحاكمة بسبب نهب كانتون من قبل تمرد هوانغ تشاو. بحلول أوائل القرن العاشر الميلادي، عُرفت هانوي الحديثة للتجار المسلمين باسم لقين.
يعود انكشاف الغرب على البلاد إلى عام 166 بعد الميلاد مع وصول التجار من الإمبراطورية الرومانية، وإلى عام 1292 مع زيارة ماركو بولو، وأوائل القرن السادس عشر مع وصول البرتغاليين عام 1516م. وكان التجار والمبشرون الأوروبيون، الذين وصلوا إلى فيتنام في منتصف عصر الاكتشاف، برتغاليين في البداية، وبدأوا في نشر المسيحية منذ عام 1533 خلال حكم أسرة لي. ووصلت العقيدة المسيحية للبلاد لأول مرة من خلال المبشرين الكاثوليك البرتغاليين في القرن السادس عشر، لكن لم تحقق البعثات البرتغالية نتائج مؤثرة جداً. في وقت لاحق من أنشأ المبشرين اليسوعيين البعثات ومراكز تبشيريّة مسيحية بين السكان المحليين، وكان هؤلاء المبشرين الأوائل من الطليان والبرتغاليين واليابانيين. وقد ساعدت أنشطتهم طباعة الكتاب المقدس الأول في عام 1651، والنفوذ المتزايد للعديد من اليسوعيين، والذين كانوا موضع ترحيب في بعض الدوائر القوية. وكان المبشّر اليسوعي ألكسندر دي رودس، والذي عمل في فيتنام بين 1624 وعام 1644، أبرز الوجوه التبشيرية هذه الفترة، حيث تعمد على يده حوالي 6 الآف شخص. ومن بين الإنجازات التي قام بها للثقافة الفيتنامية كانت من خلال تطوير أبجدية للغة الفيتنامية بالتنسيق مع علماء اللغة الفيتنامية، واستنادًا إلى عمل المبشرين البرتغالييّن في وقت سابق. كان من المفترض استخدام هذه الأبجدية، استنادًا إلى الكتابة اللاتينية مع علامات التشكيل، وأضافة لذلك في مساعدته في تعزيز جهود التعليم والتبشير. الأبجدية التي قام بها دي رودس لا تزال قيد الاستخدام، ويُشار إليها الآن باسم كووك نغو (اللغة الوطنية). وأسس اليسوعيون في القرن السابع عشر أساسًا ثابتًا للمسيحية في كل البلاد.
فشلت الجهود الأوروبية المختلفة لإنشاء مراكز تجارية في فيتنام، ولكن سُمح للمبشرين بالعمل لبعض الوقت حتى بدأ المندرين يستنتجون أن المسيحية (التي نجحت في تحويل ما يصل إلى عُشر السكان بحلول عام 1700) كانت تهديدًا للمجتمع الكونفوشيوسي. أمر لأنه أدان عبادة الأسلاف باعتبارها عبادة الأصنام. تشددت مواقف السلطات الفيتنامية تجاه الأوروبيين والمسيحية عندما بدأوا في رؤيتها بشكل متزايد على أنها وسيلة لتقويض المجتمع.

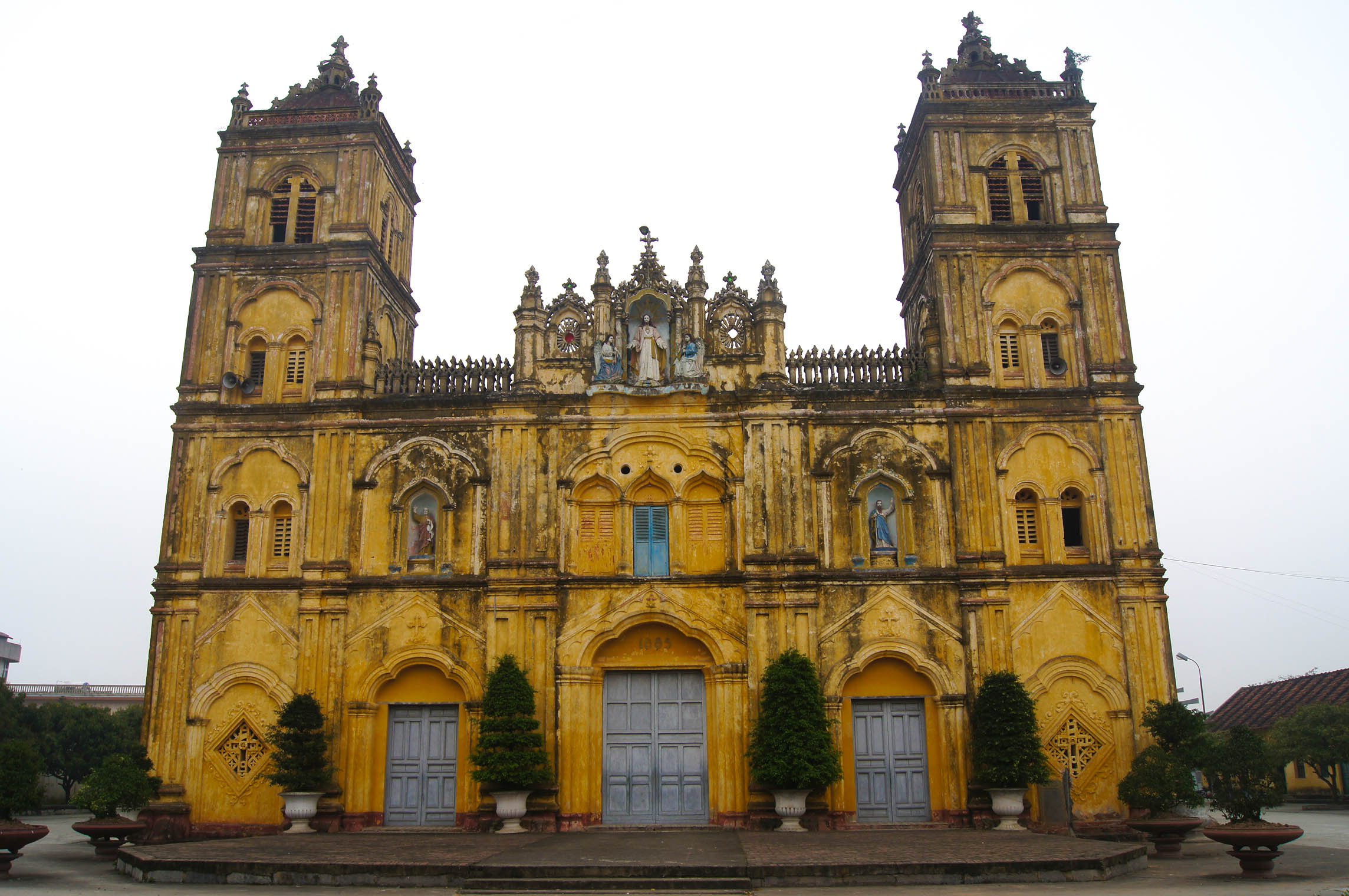
كاتدرائية بوي تشو في محافظة نام دنه.

لعب الكاهن الفرنسي بينو دو بيهان دورًا رئيسيًا في تاريخ فيتنام في أواخر القرن الثامن عشر من قبل مصادقة نجوين آنه، وهو من كبار حاكم نجوين وقد هرب من تمرد الاخوة سون تاي في عام 1777. وأصبح دو بيهان موالي لنجوين آنه والراعي والمستشار العسكري، وكان قادراً على كسب صفقة عظيمة صالح للكنيسة. خلال حكم نجوين آنه المعروف باسم الإمبراطور جيا لونغ، سمح بالإيمان الكاثوليكي والأنشطة التبشيرية دون عائق من احترامه لمحسنين له من الكاثوليك. وفي مرحلة الحرب الأهلية، كان نجوين في ورطة، لذلك أرسل بينو دو بيهان للحصول على المساعدات الفرنسية، وتمكن من تجنيد مجموعة من المتطوعين الفرنسيين. عمل بينو دو بيهان وغيره من المبشرين كعملاء لنغوين آنه، وقاموا بشراء الذخائر والإمدادات العسكرية الأخرى لمساعدته. وعمل دو بيهان أيضاً كمستشار عسكري ووزير خارجية بحكم الواقع حتى وفاته في عام 1799. ومن عام 1794، شارك بينو دو بيهان الملك في جميع الحملات. ومع وفاة بينو، وصف جيا لونغ جنازة الفرنسي بأنه «الأجنبي الأكثر شهرة من أي وقت مضى في بلاط كوشينتشينا».
بحلول عام 1802، عندما غزا نغوين آنه كل من فيتنام وأعلن نفسه الإمبراطور جيا لونغ، كان للكنيسة الرومانية الكاثوليكية في فيتنام ثلاثة أبرشيات وهي أبرشية تونكين الشرقية والتي ضمت 140,000 عضو وواحد وأربعين كاهن فيتنامي وأربع كهنة تبشيريين ومطران. وضمت أبرشية غرب تونكين حوالي 120,000 عضو وخمسة وستين كاهن فيتنامي وستة وأربعين كاهن تبشيري وأسقف واحد. أما أبرشية كوتشينشينا الوسطى والجنوبية فقد ضمت حوالي 60,000 عضو وخمسة عشرة كاهن فيتنامي وخمسة مبشرين وأسقف واحد. أدت سياسة جيا لونغ المتسامحة مع الإيمان الكاثوليكي وحلفائه الفرنسيين، مما سمح للأنشطة التبشيريَّة دون عوائق. هيمن على الأنشطة التبشيرية الإسبان في تونكين والفرنسيين في المناطق الوسطى والجنوبية. في وقت وفاة جيا لونغ، كان هناك ستة أساقفة أوروبيين في فيتنام. وقدر أعداد السكان المسيحيين بحوالي 300,000 في تونكين وحوالي 60,000 في كوشينتشينا.

### أسرة نجوين

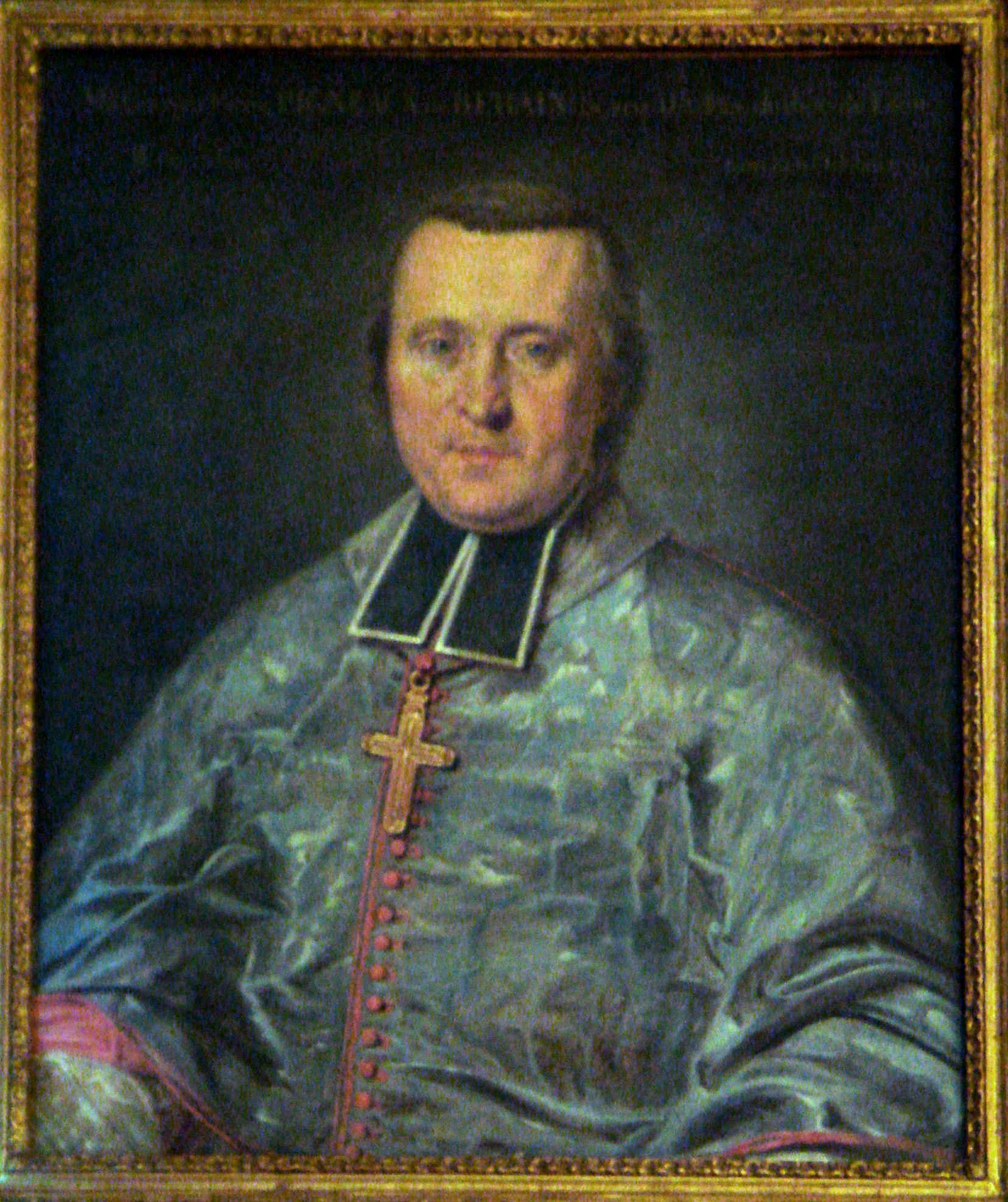
لعب الكاهن الفرنسي بينو دو بيهان دورًا رئيسيًا في تاريخ فيتنام في أواخر القرن الثامن عشر بسبب صداقته مع نجوين آنه.

لم يدم التعايش السلمي للكاثوليكية جنباً إلى جنب مع الكونفوشيوسية الفيتنامية الكلاسيكية طويلاً. وبقس جيا لونغ على الكونفوشيوسية خلافاً للتوقعات. وبسبب وفاة الأمير نجوين فوك، كان من المفترض أن ابن كنه سيخلف جيا لونغ كأمبراطور للبلاد، ولكن في عام 1816، تم تعيين نغوين فوك دام، ابن زوجة جيا لونغ الثانية. وقد اختاره جيا لونغ لطابعه القوي ونفوره المحافظ للغربيين، وعلى الرغم حين أن نسبه كانوا قد تحولوا إلى الكاثوليكية الا أنهم كانوا مترددين في الحفاظ على تقاليدهم الكونفوشيوسية مثل عبادة الأجداد. عارض لى فان دويت والعديد من المندرين رفيعي المستوى خطة الخلافة لجيا لونغ. مال دويت والعديد من شركائه الجنوبيين إلى أن مواقف متسامحة للمسيحية، ودعموا بحق أحفاد نغوين كانه على العرش. ونتيجة لذلك، حظي دويت باهتمام كبير من قبل المجتمع الكاثوليكي المحلي. وفقاً للمؤرخ مارك ماكلويد، كان دويت أكثر اهتماماً بالاحتياجات العسكرية بدلاً من الاحتياجات الاجتماعية، وبالتالي كان أكثر اهتماماً في الحفاظ على علاقات قوية مع الأوروبيين حتى يتمكن من الحصول على أسلحة منهم، بدلاً من القلق بشأن الآثار الاجتماعية للحضارة الغربية في المجتمع. وكان جيا لونغ على علم بأن رجال الدين الكاثوليك يعارضون تنصيب مينه مانغ لأنهم يفضلون الملك العظيم الكاثوليكي ابن كنه والذي من شأنه أن يمنحهم الأفضلية والامتيازات.
بدأ مينه مانغ بفرض قيود على الكاثوليكية. وقد أصدر «مرسوم بحظر الدين الكاثوليكي» وأدان المسيحية بأنها «عقيدة غير أرثوذكسية». ورأى بالكاثوليك كمصدراً محتملاً للانقسام، خاصةً مع وصول المبشرين إلى فيتنام بأعداد متزايدة. وقام دويت بفرض الحماية على الفيتناميين الكاثوليك المتحولين والغربيين من سياسات مينه مونغ من خلال عصيان أوامر الإمبراطور. وأصدر مينه مونغ مرسوماً إمبراطورياً، أمر به المبشرين بمغادرة مناطقهم والانتقال إلى المدينة الإمبراطوريَّة، ظاهرياً لأن القصر يحتاج إلى مترجمين، ولكن من أجل وقف الكاثوليك عن التبشير. وفي حين امتثل المسؤولين الحكوميين للأوامر في وسط وشمال فيتنام، عصى دويت الأمر وأرغم مينه مونغ على أن يقضي وقته. وبدأ الإمبراطور يبطئ ببطء القوى العسكرية لدويت، وزاد هذا بعد وفاته. وأمر مينه مانغ بالإذلال بعد وفاة دويت، مما أدى إلى تدنيس قبره، وإعدام ستة عشر من أقاربه، واعتقالات زملائه.

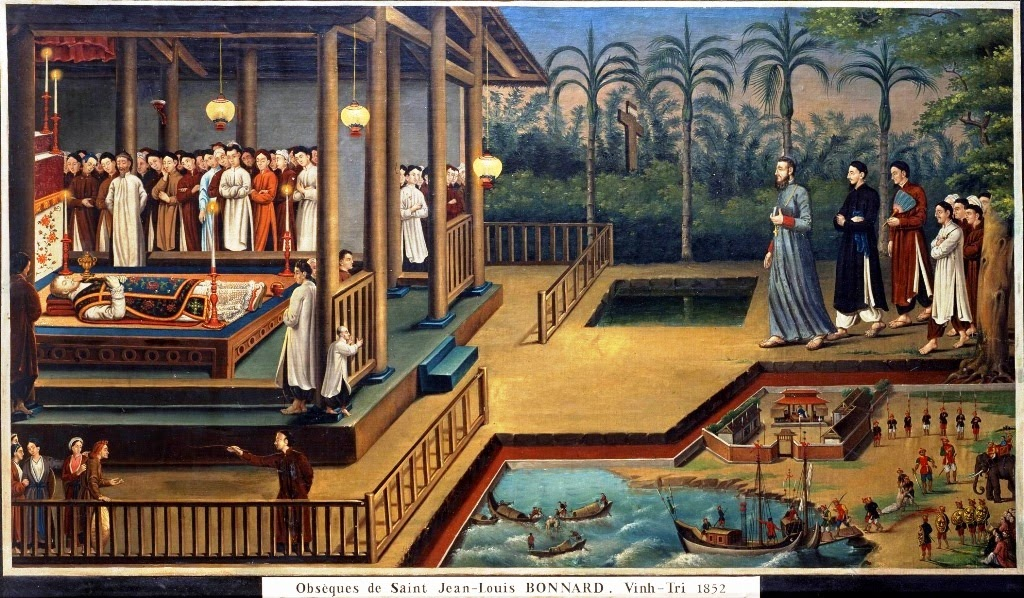
"استشهاد وجنازة جان لويس بونارد" (توفي عام 1852)، أحد الشهداء الفيتناميين في الكنيسة الرومانية الكاثوليكية.

قام نجل دويت، لي فان خوي، جنباً إلى جنب مع الجنوبيين الذين شاهدوا تفليص قوة دويت، بالثورة ضد مينه منغ. وأعلن لي فان خوي عن تأييده لاستعادة خط الأمير كانه. وقد تم قام بهذا الخيار للحصول على دعم المبشرين الكاثوليك والكاثوليك الفيتناميين، الذين كانوا يدعمون الخط الكاثوليكي لسلالة الأمير كانه. كما وعد لي فان خوي بحماية الكاثوليكية. وفي عام 1833 سيطر المتمردون على جنوب فيتنام، والتي كان يلعب فيها الكاثوليك دوراً كبيراً. وقاتل حوالي 2,000 من القوات الكاثوليكية الفيتنامية تحت قيادة الأب نجوين فان تام.
تم قمع التمرد بعد ثلاث سنوات من القتال. وقد تم القبض على المبشر الفرنسي جوزيف مارتشاند وهو راهب من مؤسسة بعثات باريس التبشيرية خلال الحصار، والذي كان يدعم لي فان خوي، وطلب مساعدة الجيش السيامي من خلال الاتصالات مع نظيره السيامي الأب جان لوي تابيرد. وأظهر ذلك مشاركة كاثوليكية قوية في الثورة وتم اعدام المبشر مارشاند. وكان لفشل التمرد أثار كارثيَّة على مسيحيي فيتنام. وفرضت قيود جديدة على المسيحيين، وطالبت بإيجاد وتنفيذ الإعدام على المبشرين المتبقين. أصدر مينه منغ في 1836 وعام 1838 مراسيم معادية للكاثوليكية في هذا الصدد. وبين عام 1836 وعام 1837 أعدم ستة مبشرين وهم إغناسيو ديلغادو ودومينيكو هيناريس وخوسيه فرنانديز وفرانسوا جاكارد وجان تشارلز كورناي والأسقف بيير بوري. وتم تدمير قرى المسيحيين ومصادرة ممتلكاتهم، وتم تشريد العائلات الكاثوليكية. ويعتقد أن ما بين 130,000 وبين 300,000 من المسيحيين ماتوا بسبب مختلف الاضطهادات. وأعلن عن 117 من الشهداء في مرتبة قديسيين في الكنيسة الرومانية الكاثوليكية.

### الهند الصينية الفرنسية

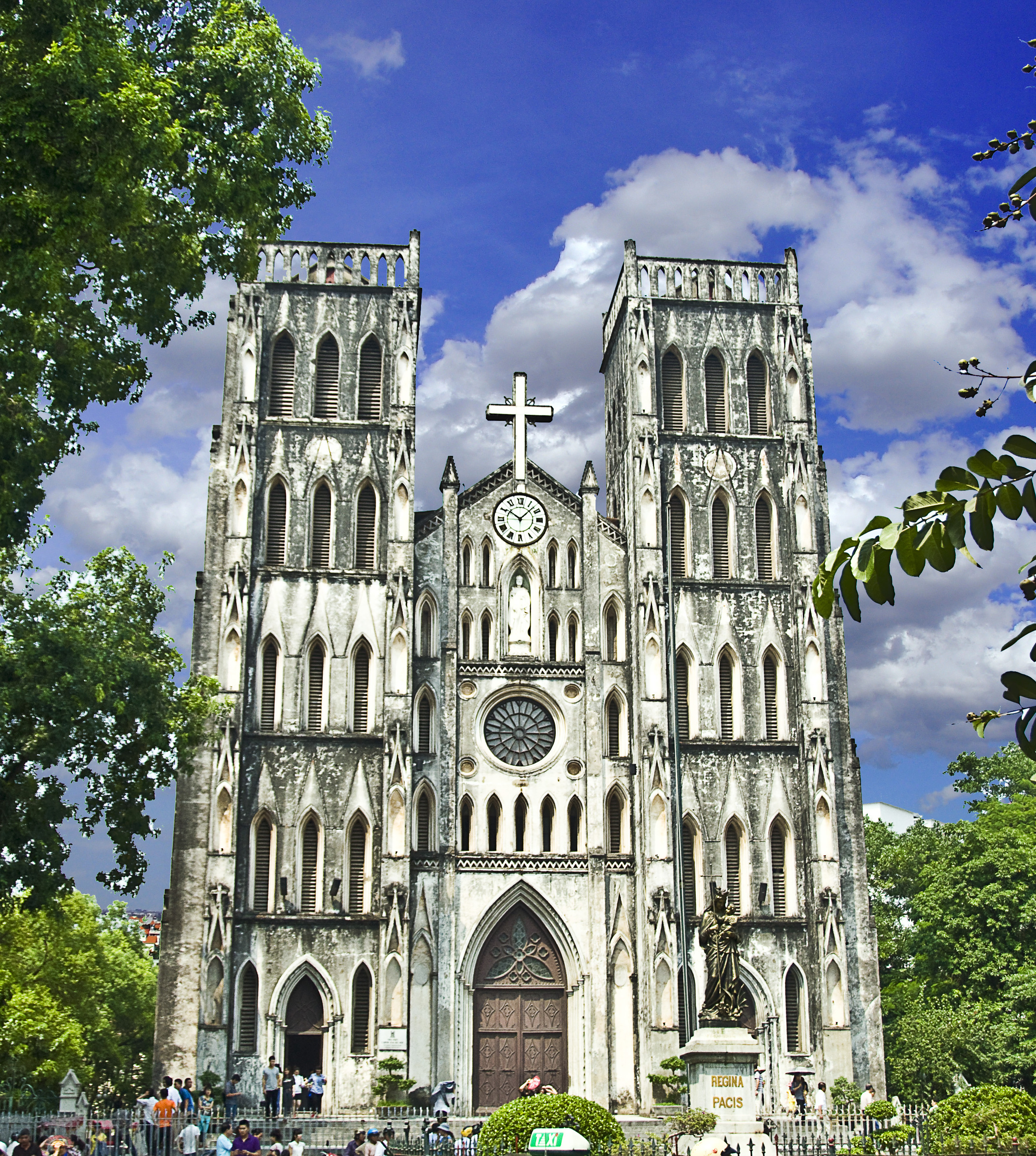
كاتدائية القديس يوسف في هانوي: بُنيت خلال الحقبة الفرنسية على البلاد.

كانت الإمبراطورية الاستعمارية الفرنسية منخرطة بشدة في فيتنام في القرن التاسع عشر، وغالبًا ما تم التدخل الفرنسي من أجل حماية عمل بعثات باريس التبشيرية في البلاد. من جانبها، اعتبرت سلالة نغوين أنَّ المبشرين الكاثوليك يُشكلون تهديدًا سياسيًا؛ على سبيل المثال، خشيت المحظيات وهنَّ فصيل مؤثر في نظام الأسرة الحاكمة، على وضعهم في مجتمع متأثر بالإصرار على الزواج الأحادي. فشلت جهود الدبلوماسي الفرنسي شارل دي مونتيني للتوصل إلى حل سلمي بعدما شهدت البلاد حقبة اضطهاد وطرد المبشرين الكاثوليك في فيتنام. ورداً على العديد من الحوادث التي تعرض فيها المبشرون الكاثوليك للاضطهاد والمضايقة وإعدام البعض منهم، وكذلك لتوسيع النفوذ الفرنسي في آسيا، أمر نابليون الثالث ريجولت دي جينويلي مع 14 طائرة حربية فرنسية بمهاجمة ميناء دا نانغ في عام 1858. وقد تسبب الهجوم في أضرار جسيمة، لكنه فشل في الحصول على أي موطئ قدم فرنسي في البلاد. قرر ريجولت دي جينويليالإبحار جنوبًا والاستيلاء على مدينة هو تشي منه. من عام 1859 إلى عام 1867، وسعت القوات الفرنسية سيطرتها على جميع المقاطعات الست في دلتا نهر ميكونغ وشكلت مستعمرة تعرف باسم الهند الصينية الفرنسية.
خلال الحملة الإستعمارية الفرنسية ضد فيتنام من عام 1858 إلى عام 1883، انضم العديد من الكاثوليك الفيتناميين إلى الفرنسيين في المساعدة على إقامة حكومة إستعماريَّة وذلك من خلال القتال ضد الحكومة الفيتنامية. وبمجرد تأسيس الحكم الإستعماري، كافأت الحكومة الفرنسية الكاثوليك بمعاملة تفضيلية في المناصب الحكومية والتعليم، وأعطيت الكنيسة الكاثوليكية مساحات واسعة من الأراضي الملكية والتي تم الإستيلاء عليها، وتعزز نفوذ الكنيسة الكاثوليكية خلال الحكم الإستعماري الفرنسي. ووقع الأدميرال بيج في نوفمبر عام 1859 على معاهدة تحمي العقيدة الكاثوليكية في فيتنام مع الامتناع عن تحقيق مكاسب إقليمية. في يونيو عام 1862، تنازل الفيتناميون عن معاهدة سايغون ووقعوا عليها، حيث وافقوا على إضفاء الشرعية على الممارسة الحرة للديانة الكاثوليكية؛ وفتح التجارة في دلتا ميكونغ وفي ثلاثة موانئ عند مصب النهر الأحمر في شمال فيتنام؛ التنازل عن ثلاثة مقاطعات من ضمنها بين هوا إلى فرنسا ودفع تعويضات تعادل مليون دولار. كانت حركة كان فونق عبارة عن حركة تمرد فيتنامية واسعة النطاق بين عامي 1885 و1889 ضد الحكم الاستعماري الفرنسي. كان هدفها طرد الفرنسيين وتنصيب الإمبراطور الصبي هام نغي كزعيم لفيتنام الساعية للاستقلال. بح رجال حرب العصابات التابعين لحركة كان فونق الملكية حوالي ثلث السكان المسيحيين خلال الفترة الاستعمارية كجزء من تمردهم ضد الحكم الفرنسي. وقد هُزِموا في عقد 1890 بعد عقد من المقاومة من قبل الكاثوليك انتقاماً لمجزرتهم السابقة.
خلال الحكم الفرنسي بنيت الكنائس والكاتدرائيات المسيحية إلى جانب شبكة واسعة من المدارس والمستشفيات. خلال هذه الفترة، تعاون العديد من الكاثوليك المتحولين مع الفرنسيين. وقد وصموا «بهالة من الخيانة»، كما صرح نيل شيهان في كتابه كذبة ساطعة، وكان يُطلق على الأشخاص الذين وقفوا إلى جانب الفرنسيين «بائعي الريف». قال الخبير الثقافي هوو نغوك، من خلال الانحياز إلى الغزاة، اكتسب الكاثوليك «انطباعًا بأنهم جسم غريب» بين السكان المحليين. وكتب جان تشيسنو أن الكاثوليك ساعدوا في «كسر عزلة القوات الفرنسية». وبالمثل، قال بول إيسوارت: «تم القضاء على التمرد في أنام بفضل المعلومات التي تلقاها الفرنسيون من الفيتناميين الكاثوليك». وتم الحصول على بعض المعلومات في الاعترافات. أرسل النائب الرسولي بول فرانسوا بوجينييه من هانوي تقارير منتظمة إلى السلطات العلمانية، بما في ذلك معلومات عن الاضطرابات والانتفاضات المحتملة.

### العصور الحديثة

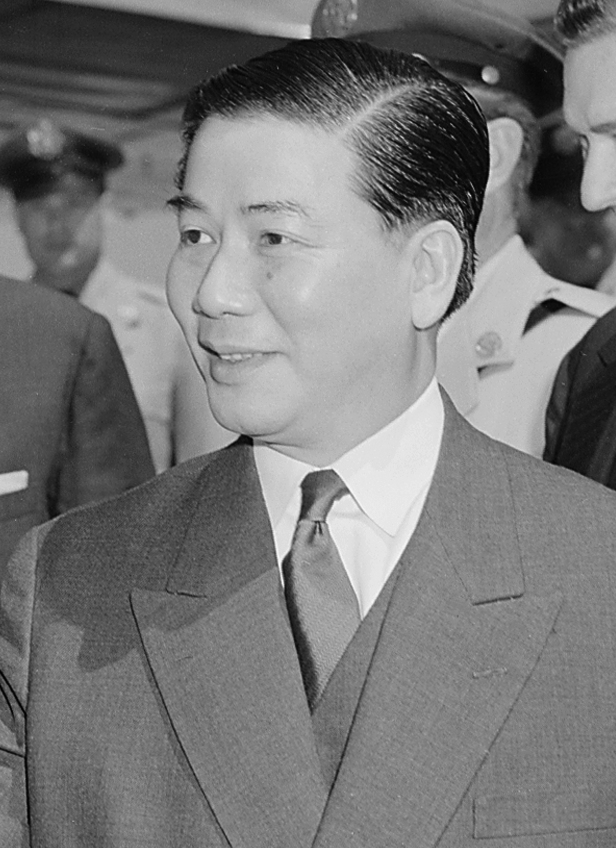
نغو دينه ديم رئيس فيتنام الجنوبية الكاثوليكي.

بعد الإطاحة بالنظام الفرنسي حدثت الانقسامات المؤقتة في فيتنام في منتصف عقد 1954 إلى عام 1975، حيث تراجع نفوذ الكاثوليكية في الشمال، حيث صنفها الشيوعيون كقوة رجعيَّة تعارض كل من التحرر الوطني والتقدم الاجتماعي. في الجنوب، على النقيض من ذلك، تم توسيع الكاثوليكية تحت رئاسة نغو دينه ديم، والذي عزز حضور الكاثوليكية بقوة، باعتبارها «حصناً» هاماً ضد فيتنام الشمالية. وخلال فترة 300 يوم حيث فتحت الحدود بين الجانبين بشكل مؤقت، فر الكثير من الكاثوليك الفييتناميين جنوباً خشية تعرضهم للإضطهاد من قبل فييت مينه. في بلد حيث قدرت الدراسات الإستقصائية أنَّ الأغلبية البوذية تتراوح بين 70 إلى 90 في المئة، ولدَّت سياسات الرئيس نغو دينه ديم التحيز الديني لصالح الكاثوليكية. وباعتباره عضوا في الأقلية الكاثوليكية، اتبع سياسات تعارض الأغلبية البوذية. كانت الحكومة متحيزة تجاه الكاثوليك في الخدمة العامة والترقيات العسكرية وتخصيص الأراضي والمزايا التجارية والتنازلات الضريبية.
سيطر الحكّام الكاثوليك من أسرة نجو عن طريق الأخوين نغو دينه ديم وتقو ديم، ووين ڤان ثيو على مكاسب البلاد اقتصاديًا وسياسيًا وكان أغلب جنرلات العاصمة «سايغون» من الكاثوليك، مما أساء البوذيين من احتكار الكاثوليك للسلطة والاقتصاد والجيش والمناصب الرئيسية وذلك على الرغم من كونهم أقلية ومن ائتلافهم مع الولايات المتحدة والغرب. كما أعطى نغو دينه ديم والذي كان شقيق المطران نغو دينه توك، حقوق إضافية للكنيسة الكاثوليكية، وكرَّس الأمة لمريم العذراء. وفي عام 1955، ظلَّ ما يقرب من 600,000 من الكاثوليك في الشمال بعد أن فرَّ نحو 650,000 شخص إلى الجنوب في عملية المرور إلى الحرية. كان علم الفاتيكان مرفوع بشكل منتظم في جميع المناسبات العامة الكبرى في جنوب فيتنام. وتم وضع جامعتي هيو ودا لوت التي شيدت حديثاً تحت سلطة كاثوليكية لتعزيز بيئة أكاديمية كاثوليكية مؤثرة. في مايو من عام 1963، في وسط مدينة هوو، حيث كان نغو دينه توك رئيس الأساقفة، مُنع البوذيين من عرض العلم البوذي خلال احتفالات فيساك البوذية المقدسة. وقبل أيام قليلة، تم تشجيع الكاثوليك على نقل الأعلام الدينية المسيحية في احتفال تكريما لنغو دينه توك. وأدى ذلك إلى احتجاج ضد الحكومة، والتي قمعتها قوات نغو دينه ديم بعنف، مما أسفر عن مقتل تسعة مدنيين. وأدى ذلك إلى حملة جماهيرية ضد حكومة نغو دينه ديم خلال الأزمة البوذية. تم إعدام نغو دينه ديم واغتيل في 2 نوفمبر من عام 1963.

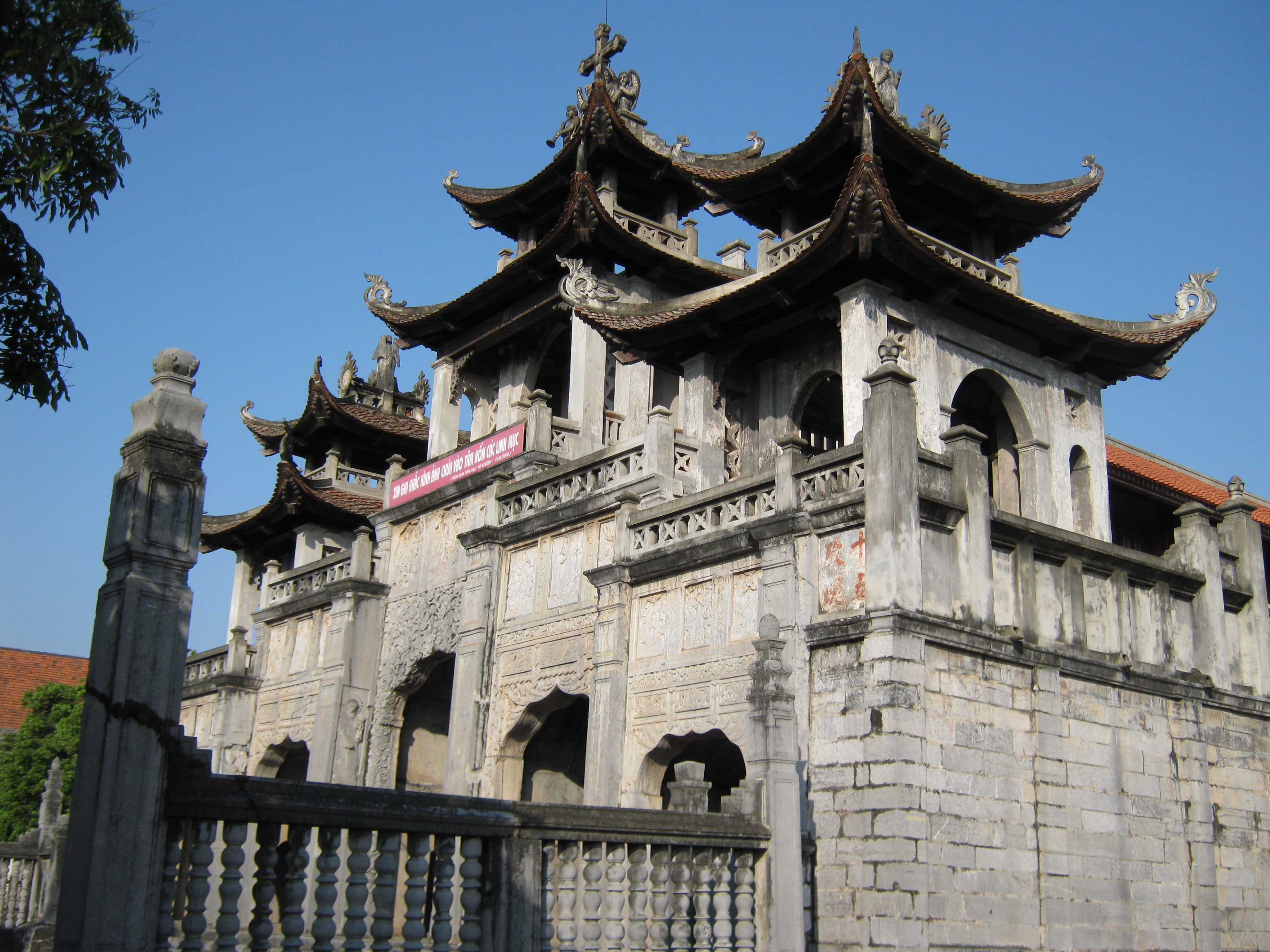
كاتدرائية فات ديوم.

تم تعيين أول أسقف فيتنامي، وهو جون بابتيست نجوين با تونج، في عام 1933 في كاتدرائية القديس بطرس من قبل البابا بيوس الحادي عشر. في عام 1976، عيَّن الكرسي الرسولي المطران جوزيف ماري ترونه نيهو خوي كأول كاردينال فيتنامي. وقد عين الكاردينال نغوين فان ثوان الفيتنامي المعروف، والذي سجنه النظام الشيوعي في الفترة من عام 1975 إلى عام 1988 والذي أمضى تسع سنوات في الحبس الانفرادي، أميناً للمجلس البابوي للعدالة والسلام، وأصبح رئيسه في عام 1998. وفي 21 فبراير من عام 2001، تم ترقيته إلى مجمع الكرادلة من قبل البابا يوحنا بولس الثاني. وأعلن عن الكاثوليك الفيتناميين الذين لقوا حتفهم بسبب إيمانهم في عام 1533 باسم «شهداء فيتنام» من قبل البابا يوحنا بولس الثاني عام 1988. وقد عقدت اجتماعات بين زعماء فيتنام والفاتيكان، بما في ذلك زيارة رئيس الوزراء الفيتنامي نغوين تان دونغ إلى الفاتيكان للاجتماع بالبابا بندكت السادس عشر في 25 يناير من عام 2007. وكانت وفود الفاتيكان الرسمية تسافر إلى فيتنام سنوياً تقريباً منذ عام 1990 من أجل عقد اجتماعات مع السلطات الحكومية وزيارة الأبرشيات الكاثوليكية. وفي مارس من عام 2007، زار وفد من الفاتيكان فيتنام والتقى بمسؤولين محليين. وفي أكتوبر من عام 2014، التقى البابا فرنسيس برئيس الوزراء نغوين تان دونغ في روما. وواصل الجانبان المناقشات بشأن إمكانية إقامة علاقات دبلوماسية طبيعية، ولكنهما لم يوفرا جدولاً زمنياً محدداً لتبادل السفراء.
لا تزال القيود المفروضة على الحياة الكاثوليكية في فيتنام والمشاركة المنشودة للحكومة في ترشيح الأساقفة تعد عقبات في الحوار الثنائي. وفي مارس من عام 2007، حكمت المحكمة الفيتنامية في هوزو على ثاديوس نغوين فان، وهو كاهن روماني كاثوليكي منشق، بالسجن ثماني سنوات على أساس «أنشطة مناهضة للحكومة». وفي 16 سبتمبر من عام 2007، خلال الذكرى السنوية الخامسة لوفاة كاردينال نجوين فان ثون، بدأت الكنيسة الكاثوليكية بعملية تطويبه. وأعرب البابا بندكت السادس عشر عن «فرحه العميق» في خبر الافتتاح الرسمي لقضية تطويبه. ورد الكاثوليك الفيتناميون بشكل إيجابي على أخبار التطويب. في ديسمبر من عام 2007، سار آلاف الكاثوليك الفييتناميين في موكب إلى النيابة الرسولية السابقة في هانوي وصلوا هناك مرتين بهدف إعادة الممتلكات إلى الكنيسة المحلية. وكان المبنى موقعاً بوذياً تاريخياً إلى أن صادره المستعمرون الفرنسيون وأعطوه إلى الكاثوليك قبل أن تصادره الحكومة الفيتنامية الشمالية الشيوعية من الفاتيكان في عام 1959. وكان هذا أول عمل مدني جماعي قام به الكاثوليك الفيتناميين منذ السبعينيات في القرن العشرين.

## ديموغرافيا

### التعداد السكاني
| جماعة دينيَّة                        | السكان % 2009 | السكان % 2010 | السكان % 2014 | السكان % 2018 | السكان % 2019 |
| ---------------------------------- | ------------- | ------------- | ------------- | ------------- | ------------- |
| ديانة فيتناميَّة شعبيَّة لادينيَّة/إلحاد | 81.6%         | 45.3% 29.6%   | 73.2%         | 73.52%        | 86.32%        |
| البوذية                            | 7.9%          | 16.4%         | 12.2%         | 14.91%        | 4.79%         |
| المسيحيَّة                           | 7.5%          | 8.2%          | 8.3%          | 8.44%         | 7.10%         |
| كاثوليكيَّة                          | 6.6%          | غير متوفر     | 6.8%          | 7.35%         | 6.10%         |
| بروتستانتية                        | 0.9%          | غير متوفر     | 1.5%          | 1.09%         | 1.00%         |
| كاو دائية                          | 1.0%          | غير متوفر     | 4.8%          | 1.16%         | 0.58%         |
| هوا هوو                            | 1.6%          | غير متوفر     | 1.4%          | 1.47%         | 1.02%         |
| أديان آخرى                         | 0.2%          | 0.5%          | 0.1%          | 0.50%         | 0.19%         |

#### الجدل الإحصائي الحكومي
الإحصاءات الحكومية للدين في فيتنام، هي تعداد أعضاء المنظمات الدينية المُعترف بها من قبل الحكومة. ومن ثم، فإن هذا لا يشمل الأشخاص الذين يمارسون الدين الشعبي الذي لا تعترف به الحكومة. أيضًا، يُمارس العديد من الأشخاص الدين مثل البوذية دون الحصول على أي عضوية في منظمة حكومية محددة. تُشير الإحصاءات الرسمية من تعداد 2019، الذي لا يصنف أيضًا الدين الشعبي، إلى أن الكاثوليكية هي أكبر ديانة (منظمة) في فيتنام، ومتجاوزة بذلك البوذية. بينما أفادت بعض الدراسات الاستقصائية الأخرى أن 45 إلى 50 مليون بوذي يعيشون في فيتنام، في حين أن الإحصائيات الحكومية تُقدر أعداد البوذيين بحوالي 6.8 مليون. بعض التقارير الأخرى تشير إلى أن 80% من الفيتناميين بوذيون.

### مركز بيو للأبحاث
وفقاً لمركز بيو للأبحاث عام 2010 حوالي 45.3% من السكان يتبعون الديانة الفيتناميَّة الشعبيَّة، وحوالي 29.6% من السكان لا ينتسبون لأي دين، ويتبع حوالي 16.4% من السكان الديانة البوذيَة، ويتبع حوالي 8.2% من السكان الديانة المسيحية، وتتبع النسب المتبقية الديانة الإسلامية والأديان الأخرى.

## الطوائف المسيحية

### الكنيسة الرومانية الكاثوليكية

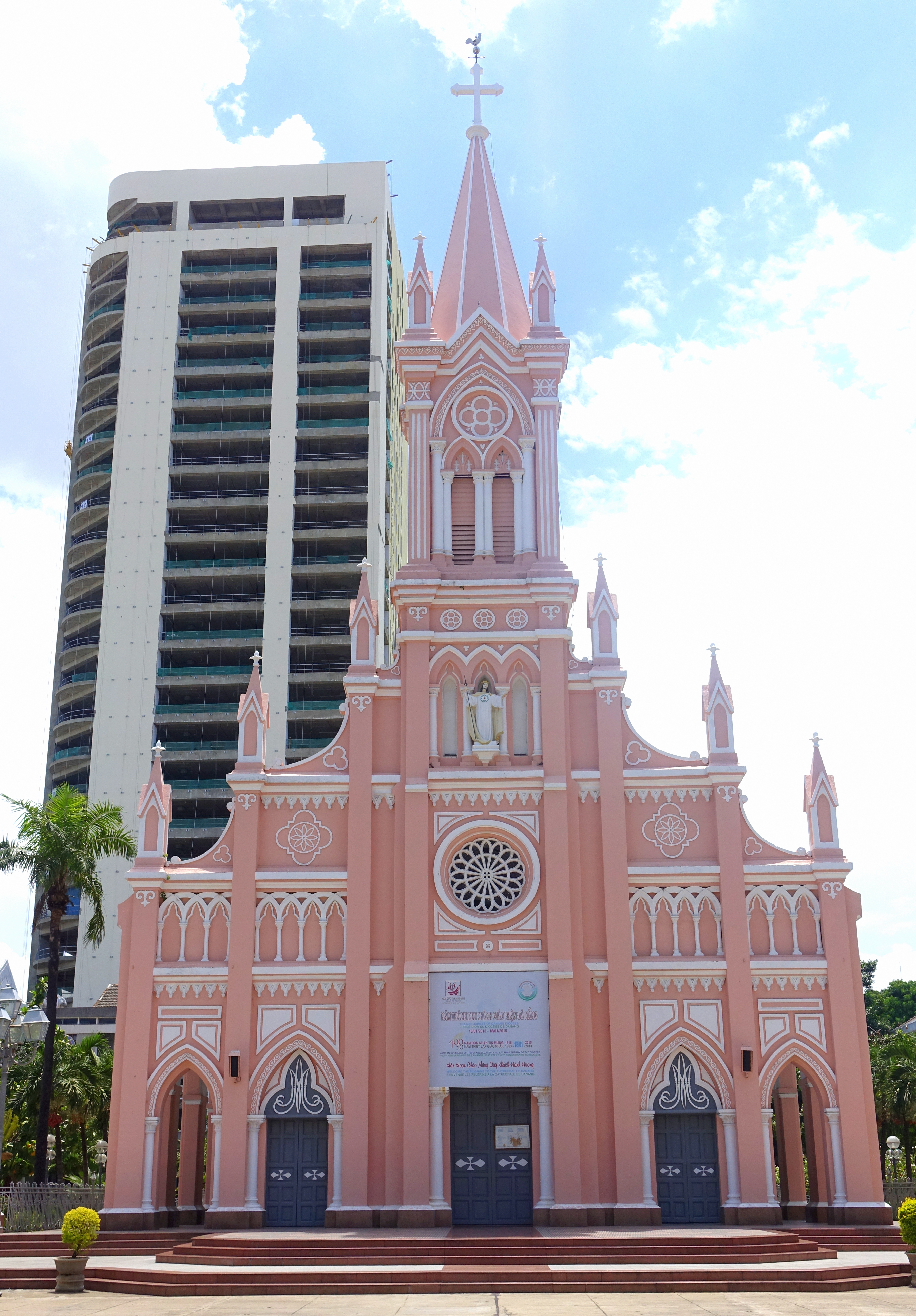
كنيسة كاثوليكية في دا نانغ.

يُعد المذهب الكاثوليكي إلى حد بعيد المذهب المسيحي الأكثر انتشارًا في فيتنام، وقد دخلت الكاثوليكية لأول مرة في البلاد من خلال المبشرين الكاثوليك البرتغاليين في القرن السادس عشر وتعزز نفوذها خلال الحكم الإستعماري الفرنسي. في حين أنَّ عمل البعثات المبكرة كانت ناجحة بشكل طفيف في كسب المتحولين، الأ أن البعثات اللاحقة من قبل المبشرين اليسوعيين شهدت في نهاية المطاف إنشاء مراكز ومجتمعات مسيحيَّة ذات حضور ونفوذ بين السكان المحليين. وبحلول وقت انضمام الإمبراطور في عام 1802، ضمت فيتنام ثلاثة أبرشيات كاثوليكية مع حوالي 320 ألف عضو وأكثر من 120 من الكهنة الفيتناميين.
الكنيسة الكاثوليكية الفيتناميَّة هي جزء من الكنيسة الكاثوليكية العالمية في ظل القيادة الروحية للبابا في روما ومجلس الأساقفة الفيتنامي. ووفقًا لإحصائيات الكنيسة الرومانية الكاثوليكية تضم البلاد حوالي 5,658,000 كاثوليكي فيتنامي، وهو ما يمثل 6.87% من إجمالي عدد السكان. تجدر الإشارة إلى ان فيتنام تضم خامس أكبر عدد من الكاثوليك في آسيا بعد الفلبين والهند والصين وإندونيسيا. ويتوزع كاثوليك البلاد على ستة وعشرين أبرشية وثلاثة أسقفيات.
تنظر الحكومة الفيتنامية الشيوعية للكنيسة كاثوليكية على نطاق واسع على أنها مؤسسة مشبوهه. هذه الريبة نشأت خلال القرن التاسع عشر، عندما تعاون بعض الكاثوليك مع المستعمرين الفرنسيين في البلد والثورة على الحاكم الكنفوشي ثيو تري ولقلب النظام ومساعدة محاولات الفرنسيين لتثبيت الأباطرة الكاثوليك، كما هو الحال في ثورة لي خوي فان في عام 1833. فضلًا عن من استئثار الكاثوليك في حكْم فيتنام الجنوبية بين الأعوام 1955-1975 وسيطرة الحكّام الكاثوليك من أسرة نجو عن طريق الأخوين نغو دينه ديم وتقو ديم، ووين ڤان ثيو على مكاسب البلاد اقتصاديًا وسياسيًا وكان أغلب جنرلات العاصمة «سايغون» من الكاثوليك، مما أساء البوذيين من احتكار الكاثوليك للسلطة والاقتصاد والجيش والمناصب الرئيسية وذلك على الرغم من كونهم أقلية ومن ائتلافهم مع الولايات المتحدة والغرب. وعلاوة على ذلك، موقف الكنيسة الكاثوليكية القوي المناهض للشيوعية وبذلك تعتبر عدو للدولة الفيتنامية. الكنائس التابعة للفاتيكان محظورة رسميًا ويسمح فقط في المنظمات الكاثوليكية التي تسيطر عليها الحكومة. ومع ذلك، فقد حاول الفاتيكان التفاوض على إقامة علاقات دبلوماسية مع فيتنام في السنوات الأخيرة.

### البروتستانتية

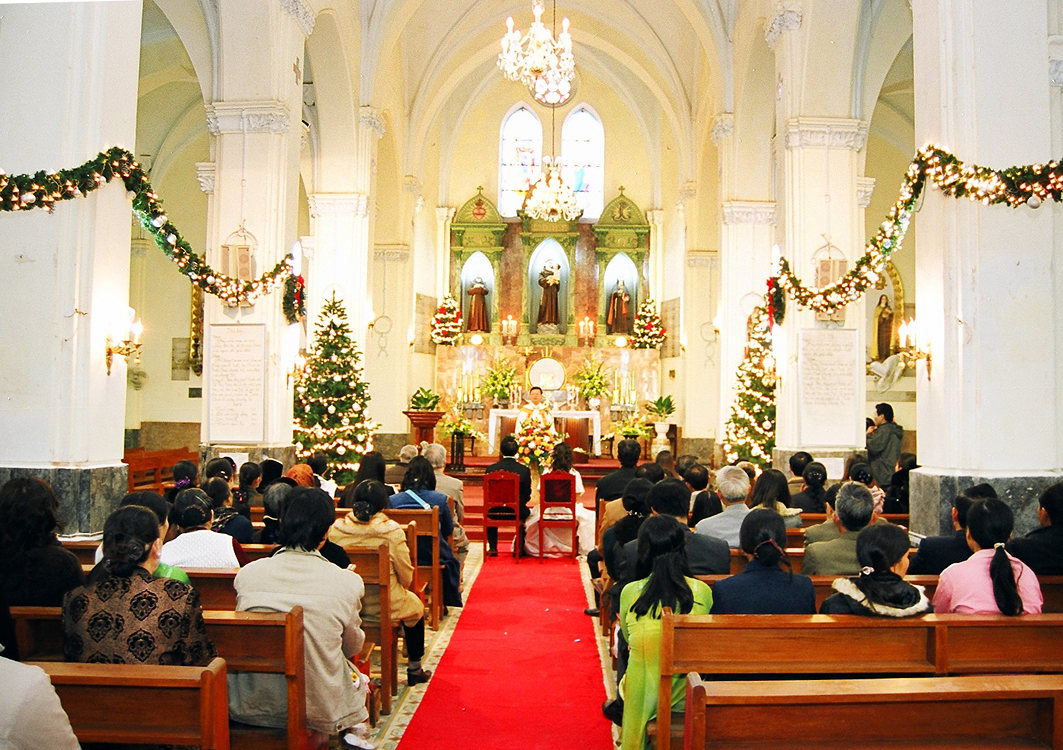
زفاف في كنيسة في هانوي.

دخلت البروتستانتية أولًا إلى دا نانغ في عام 1911 من قبل المبشّر الكندي روبرت أ.جافري، وأعقب ذلك مجئ أكثر من 100 مبشر، الطائفة الإنجيلية البروتستانتية هي أكبر الطوائف البروتستانتية في البلاد. هناك منظمتين بروتستانتين معترف بها رسميًا وهي الكنيسة الانجيلية في جنوب فيتنام، المعترف بها في عام 2001، والكنيسة الإنجيلية في شمال فيتنام، المعترف بها منذ عام 1963. وتشهد البروتستانتية حاليًا نمو كبير في فيتنام إذ ازداد عدد السكان المسيحيين بنسبة 600% خلال العقود الأخيرة.
حاليًا أكثر من نصف البروتستانت في البلاد هم جزء من الكنائس المنزليَّة الإنجيلية. نمو المذهب البروتستانتي كان الأكثر دراماتيكية بين شعوب الأقلية العرقية من شعب مونتاغناردز ومنونغ وجاراي وبهنار. وأفيد بأنَّ هناك ضغطًا على البروتستانت في العديد من القرى الشمالية الغربية للتخلي عن إيمانهم في عام 2005، وإن ذكرت التقارير أنَّ الغضوط أقل مما كان عليه في السنوات الماضية. وتنتشر بشكل روتيني اجتماعات الكنائس غير المأذون بها ويتم احتجاز أعضائها ومضايقتهم. في أبريل من عام 2001، أعطت الحكومة اعترافًا رسميًّا للكنيسة الإنجيلية الجنوبية في فيتنام. وفي عام 2005، سُمح بإعادة فتح مئات من الكنائس المنزليَّة التي أمر بإغلاقها في عام 2001. وقد فرَّ أكثر من مائة لاجئ إلى كمبوديا في أعقاب حملة ضد الاحتجاجات الكبيرة ضد مصادرة الأراضي وانعدام الحرية الدينية. في عام 2001 تم هدم الكنيسة البروتستانتية التاريخيَّة والتي بُنيت في عام 1936. كما ولا يزال أربعة وخمسين شخصًا على الأقل محتجزين بسبب عقيدتهم، بما في ذلك بعض البروتستانت. وحرمت مؤسسة زمالة الحياة الجديدة البروتستانتيَّة، والتي تسعى للحصول على اعتراف رسمى لمدة ثمانى سنوات، في عام 2005 من عقد الاجتماع في مدينة هو تشي منه. وقد اعترفت حكومة هانوي رسميًا بالكنيسة المعمدانية والمينوناتية في أكتوبر من عام 2007، ومنذ عام 1989 اجتذبت الكنيسة المعمدانية أكثر من 18,400 تابع مع 500 قسًا، يُمارسون طقوسهم في 135 جماعة في ثلاثة وعشرين مدينة ومحافظة في جميع أنحاء البلاد.

## التأثير الثقافي

### على اللغة والأدب

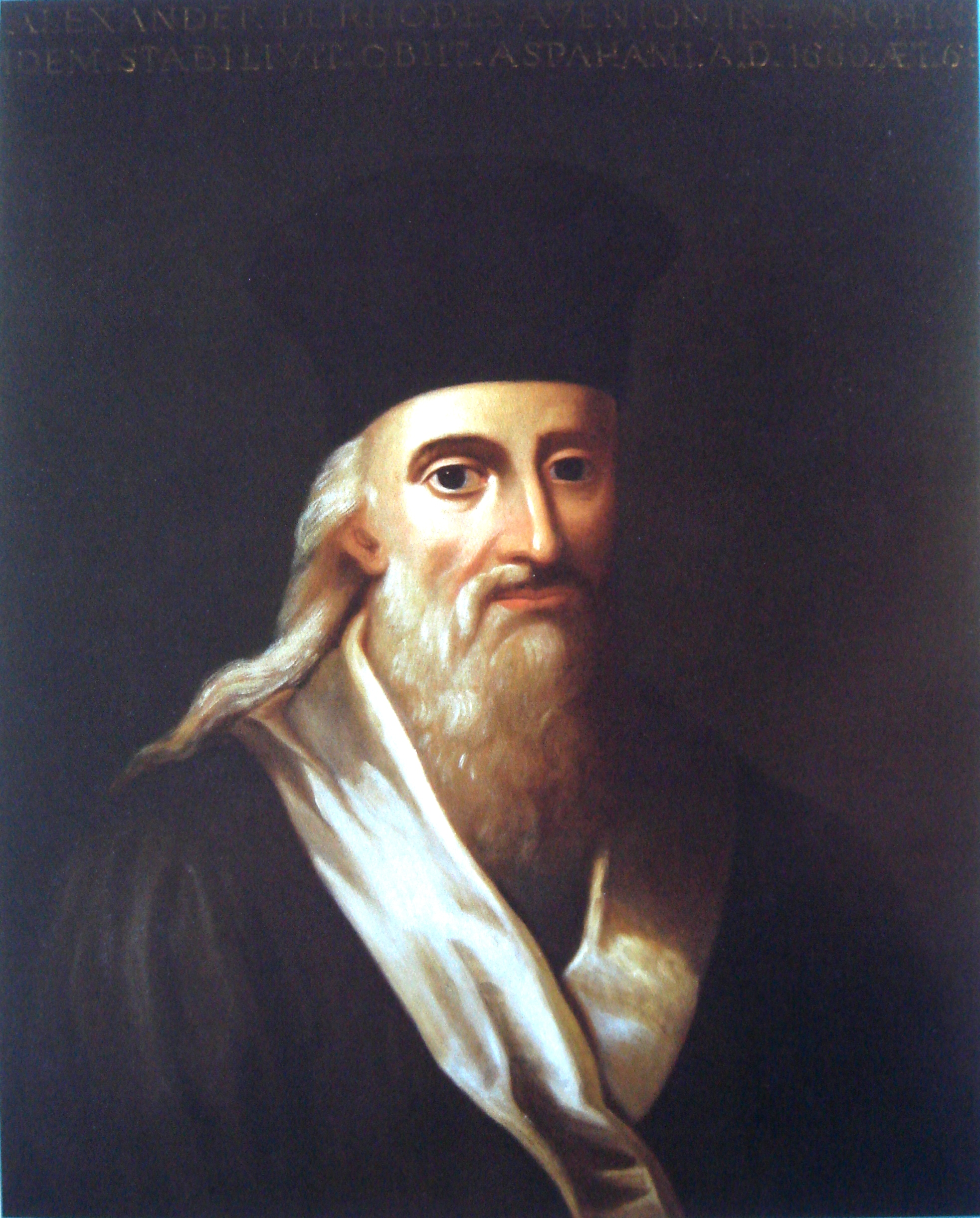
المبشر اليسوعي ألكسندر دي رودس.

الأبجديات الفيتنامية هي الكتابة اللاتينية الحديثة أو نظام الكتابة للفيتناميين. وهي تستخدم النص اللاتيني بناءً على اللغات الرومانسية التي طورها المبشرون اليسوعيون البرتغاليون في الأصل. وكان المبشر اليسوعي ألكسندر دي رودس (1593-1660) مؤلفًا للقواميس وكان له تأثير دائم على المسيحية في فيتنام. كتب (باللاتينيَّة: Dictionarium Annamiticum Lusitanum et Latinum)، وهو أول قاموس ثلاثي اللغات فيتنامي-برتغالي-لاتيني نُشر في روما عام 1651. أثناء وجوده في فيتنام، طور دي رودس أبجدية فيتنامية مبكرة بناءً على عمل المبشرين البرتغاليين الأوائل مثل غاسبار دو أمارال وأنتونيو باربوسا وفرانشيسكو دي بينا.
قام دي رودس بتجميع كتب تعليمية وقاموس ثلاثي اللغات. نُشِر كلاهما في روما عام 1651، وتعكس أعمال دي رودس تفضيله لهذه الأبجدية الجديدة ذات الحروف اللاتينية بدلاً من حروف تشو نوم. تم تنقيحه لاحقًا باسم الأبجديات الفيتنامية، وأصبح في النهاية الشكل المكتوب بحكم الواقع للغة الفيتنامية في القرن العشرين. في هذه الأثناء، يعكس تعاليم مايوريكا ونصوصها التعبدية تفضيل تشو نوم، الذي كان النص السائد في الأدب المسيحي الفيتنامي حتى القرن العشرين. وبدءًا من أواخر القرن التاسع عشر، تم توسيع الأبجدية الفيتنامية تدريجياً من استخدامها الأولي في الكتابات والأدب المسيحي لتصبح أكثر شعبية بين عامة الناس.

### على العمارة
عندما تغلغل التأثير الصيني في فيتنام، كان للهندسة المعمارية الصينية تأثير كبير على الهيكل الأساسي للعديد من أنواع المباني الفيتنامية، معظمها من الباغودات والمعابد والمنازل المجتمعية ومنازل العلماء البيروقراطيين والأرستقراطيين والقصور والأحياء الإمبراطورية. ومع ذلك، جمعت هذه الهياكل بين التأثيرات الصينية والأسلوب المحلي. مع الاستعمار الفرنسي لفيتنام في القرن التاسع عشر، تم تشييد العديد من المباني على الطراز الفرنسي، بما في ذلك الفيلات والمباني الحكومية ودور الأوبرا والكنائس المسيحية وما إلى ذلك. لا تزال العديد من هذه المباني قائمة في فيتنام وهي واحدة من أوضح بقايا الإرث الاستعماري الفرنسي. من أبرز الكنائس المبنية على الطراز المعماري الفرنسي في البلاد هي كاتدرائية القديس يوسف في هانوي (تشبه كاتدرائية نوتردام دي باريس) وكاتدرائية سايغون نوتردام.

### على السياسة
بمجرد تأسيس الحكم الإستعماري في الهند الصينية الفرنسية، كافأت الحكومة الفرنسية الكاثوليك بمعاملة تفضيلية في المناصب الحكومية والتعليم، وأعطيت الكنيسة الكاثوليكية مساحات واسعة من الأراضي الملكية والتي تم الإستيلاء عليها، وتعزز نفوذ الكنيسة الكاثوليكية خلال الحكم الإستعماري الفرنسي. وبسبب سياسية نغو دينه ديم التي عززت من قوة الكنيسة الكاثوليكية، لعب الكاثوليك دورًا أساسيًا في حكومة فيتنام الجنوبية، مما أساء البوذيين من احتكار الكاثوليك للسلطة والاقتصاد والجيش والمناصب الرئيسية وذلك على الرغم من كونهم أقلية. سيطر الحكّام الكاثوليك من أسرة نجو عن طريق الأخوين نغو دينه ديم وتقو ديم، ووين ڤان ثيو على مكاسب فيتنام الجنوبية اقتصاديًا وسياسيًا وكان أغلب جنرلات العاصمة «سايغون» من الكاثوليك، مما أساء البوذيين من احتكار الكاثوليك للسلطة والاقتصاد والجيش والمناصب الرئيسية وذلك على الرغم من كونهم أقلية ومن ائتلافهم مع الولايات المتحدة والغرب.

## معرض الصور

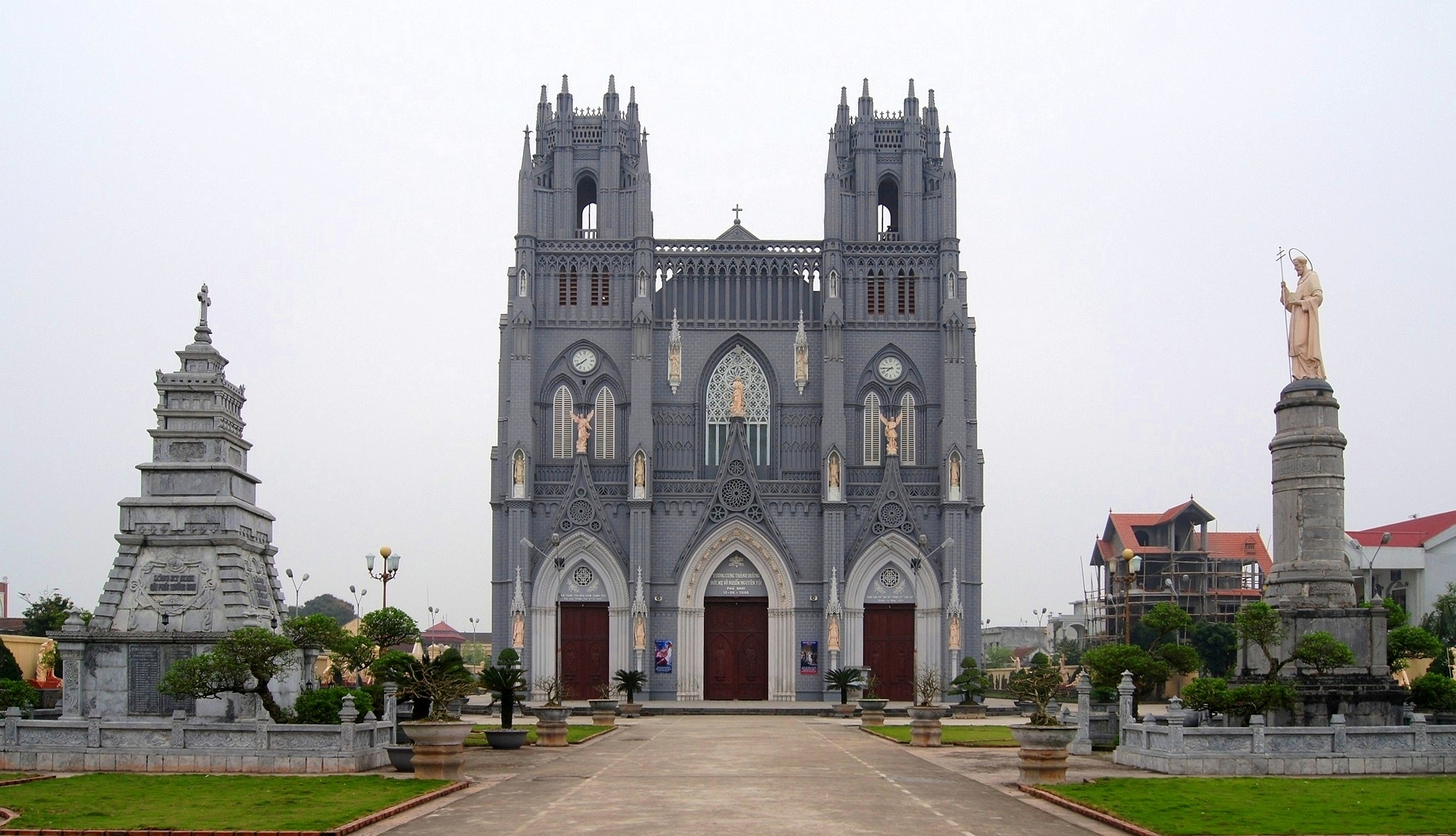
بازيليكا الحبل بلا دنس في منطقة شوان ترونج
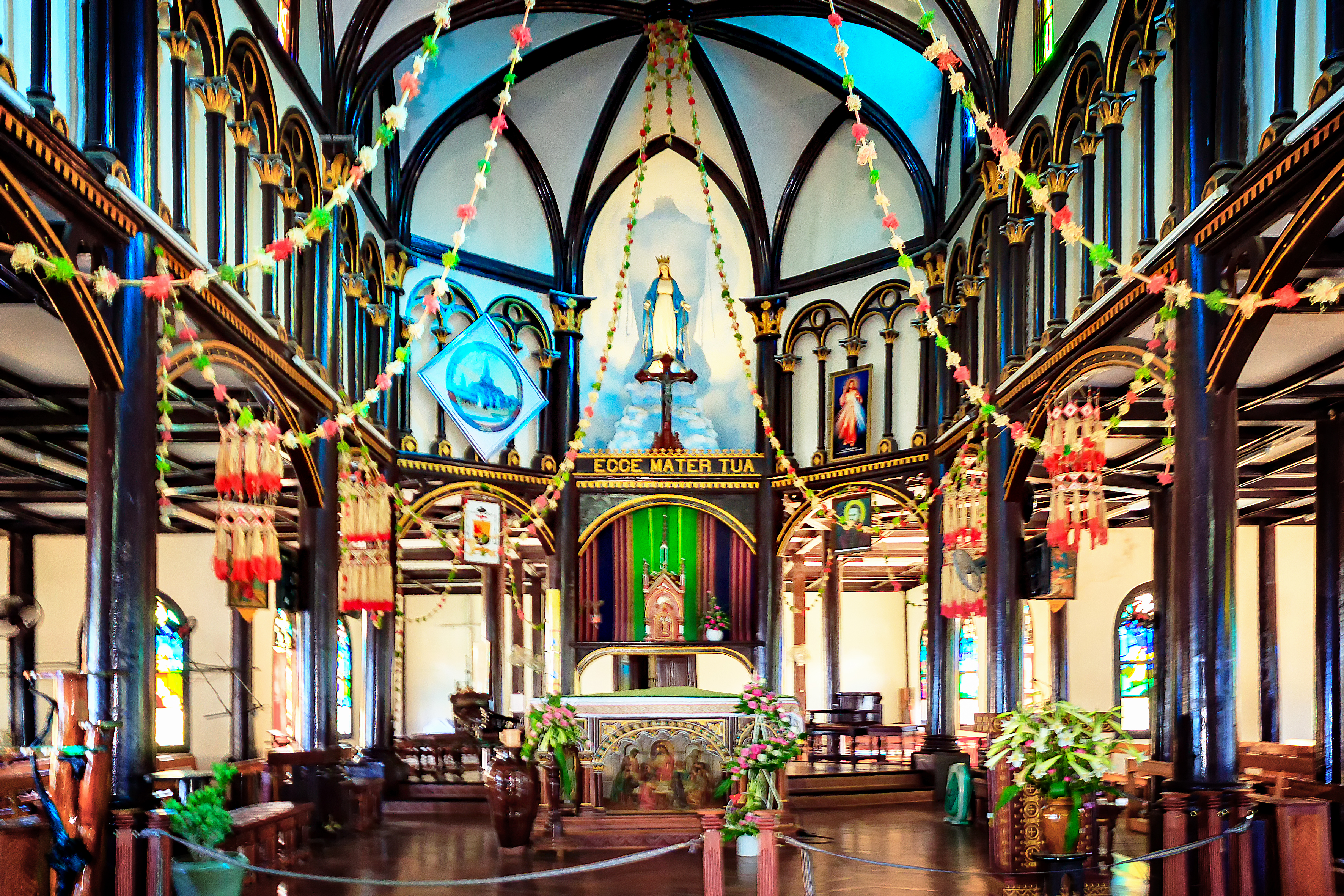
كاتدرائية كون توم
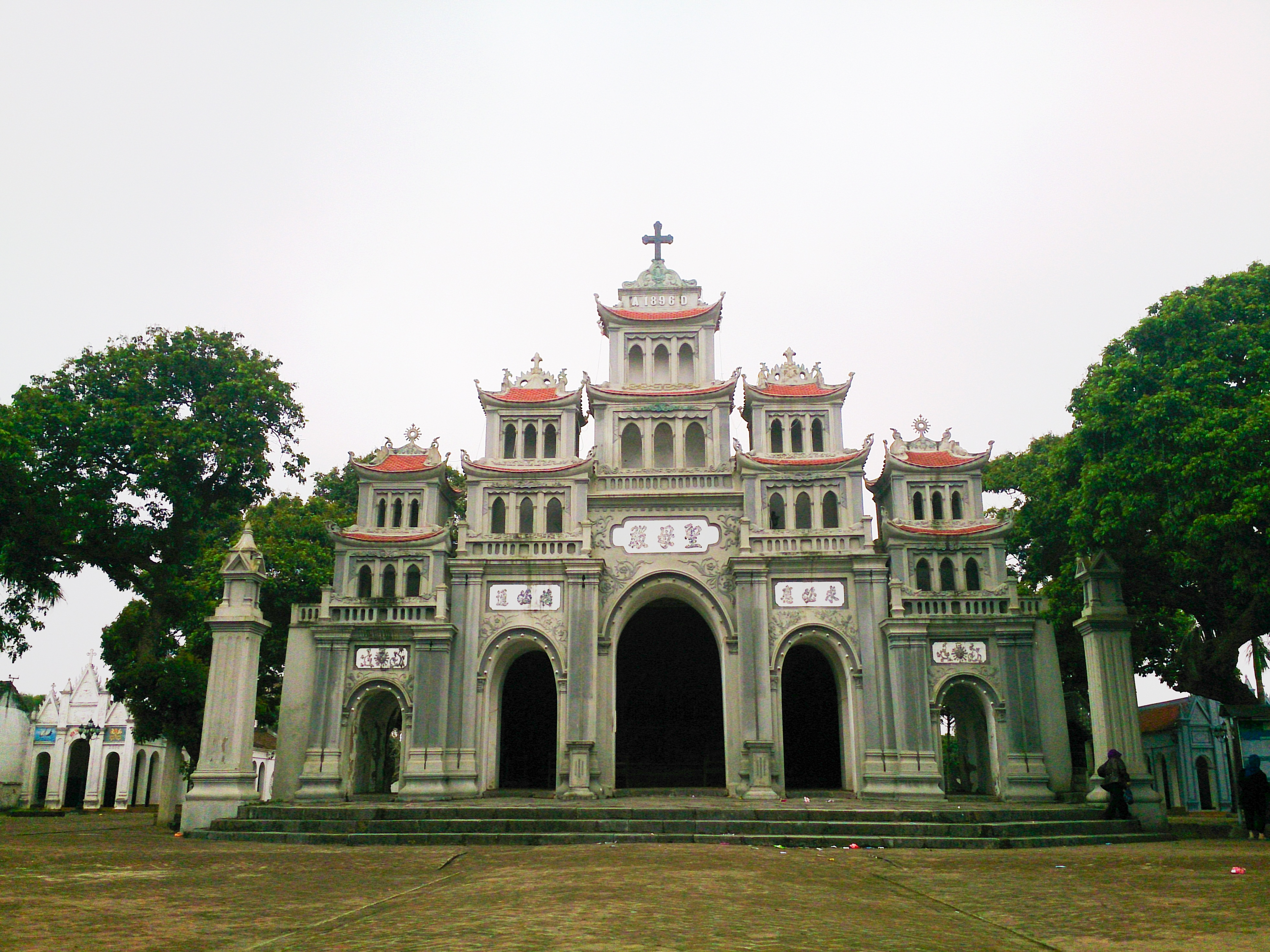
كنيسة كاثوليكية في محافظة نام دنه
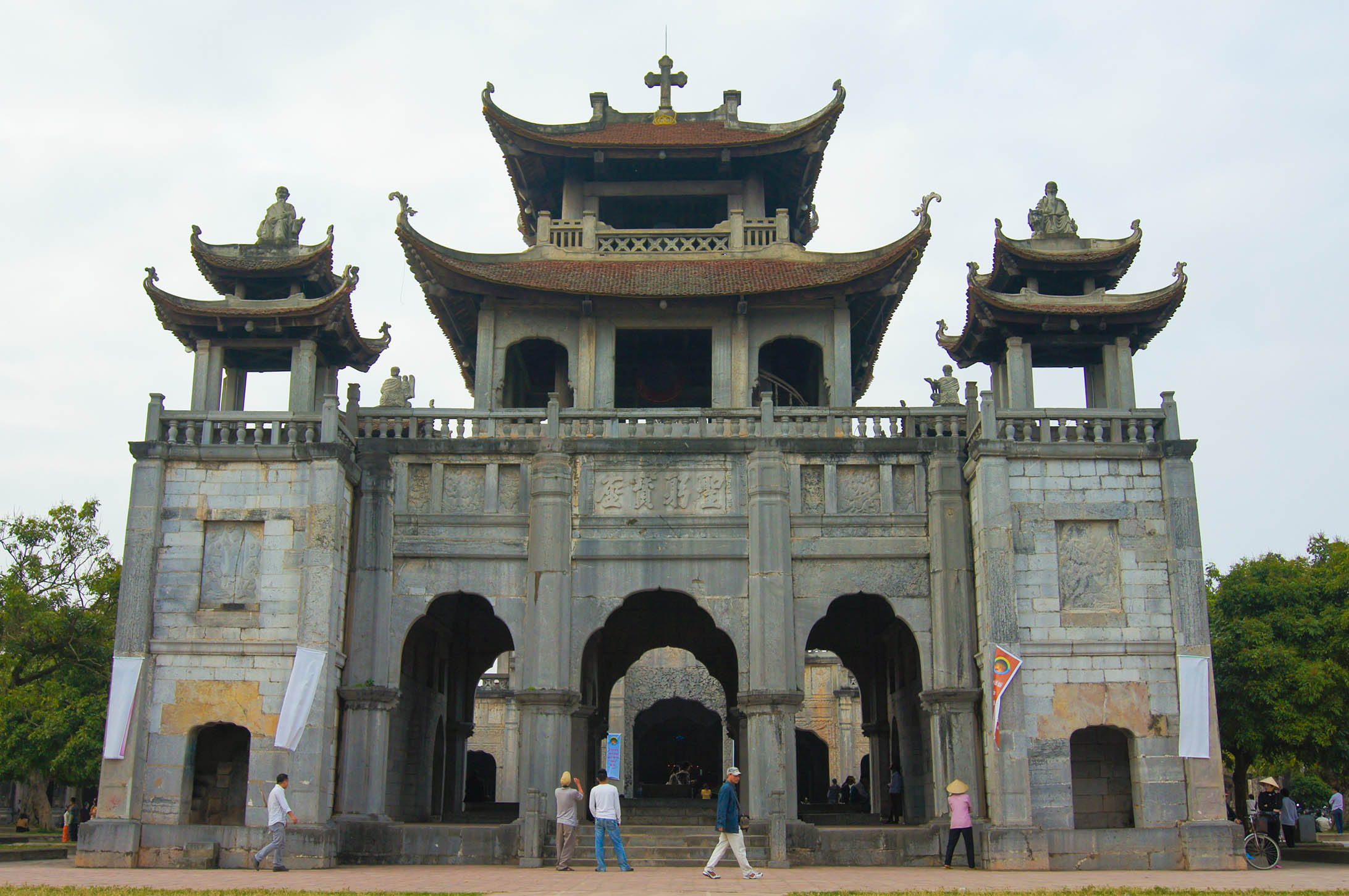
كاتدرائية فات ديوم
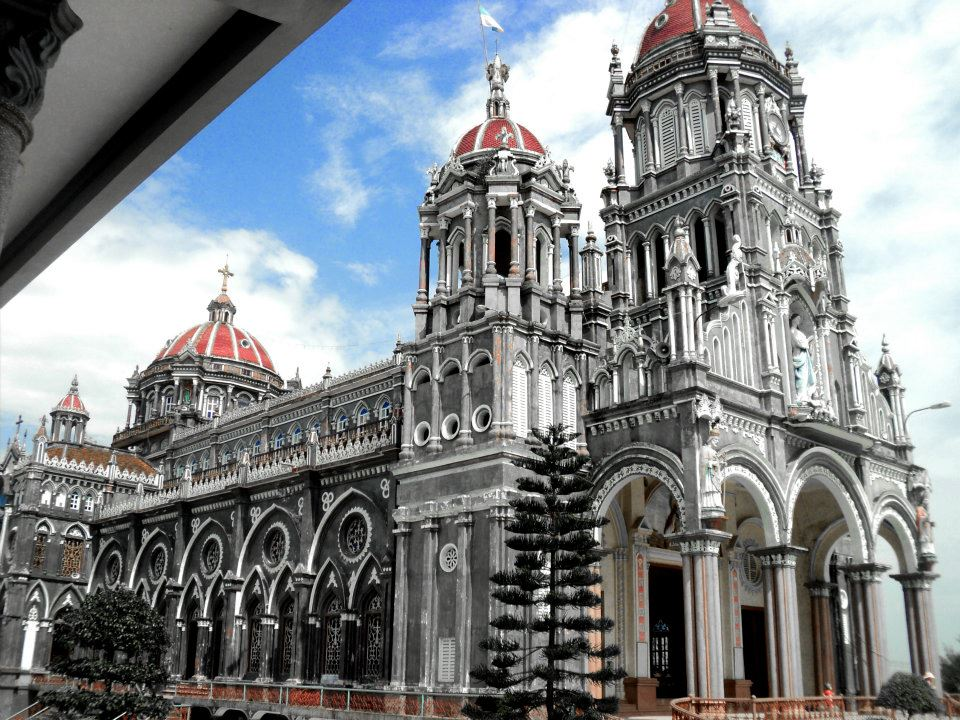
بازيليكا فونج تشينه
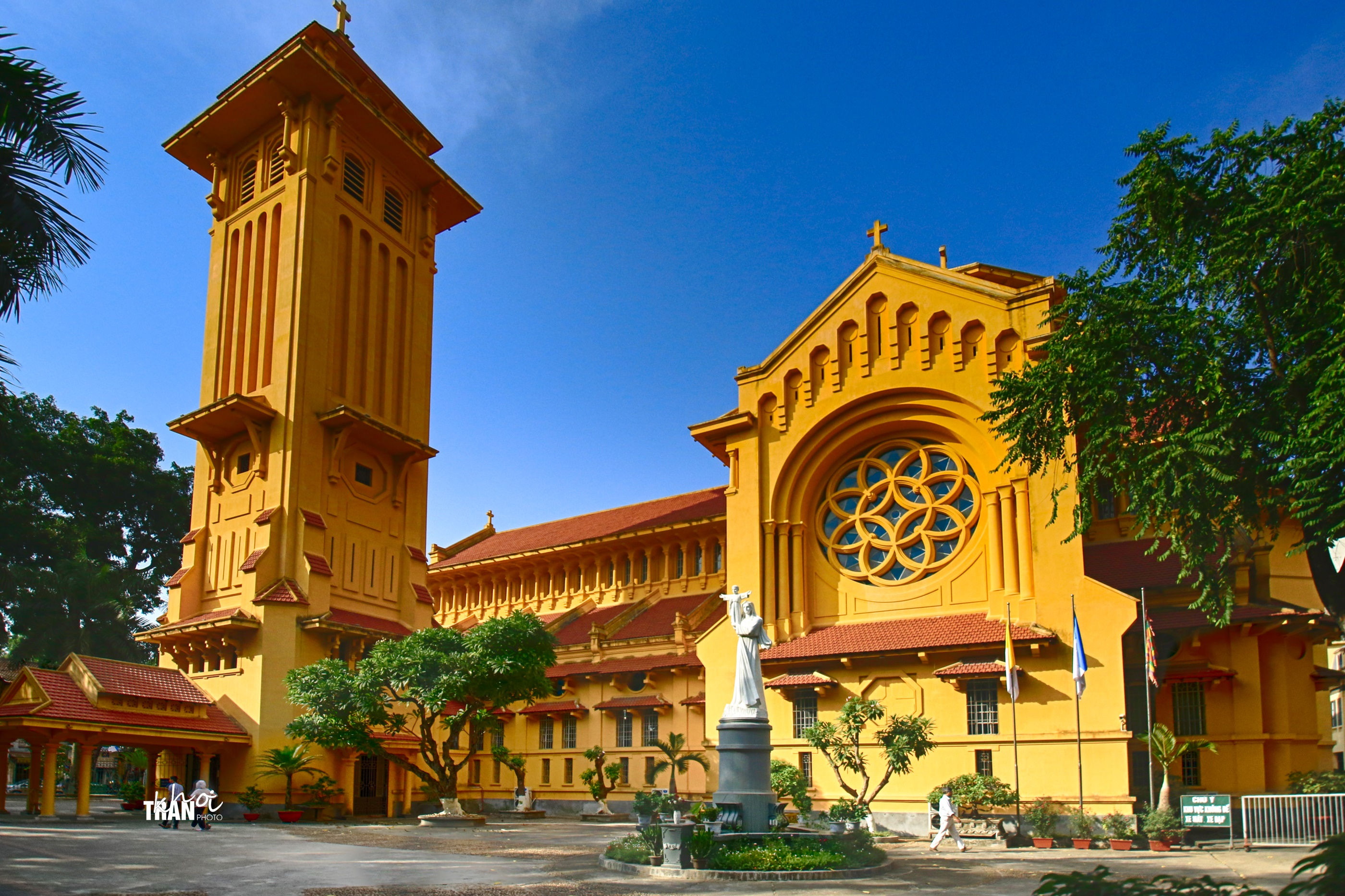
كنيسة كاثوليكية في هانوي
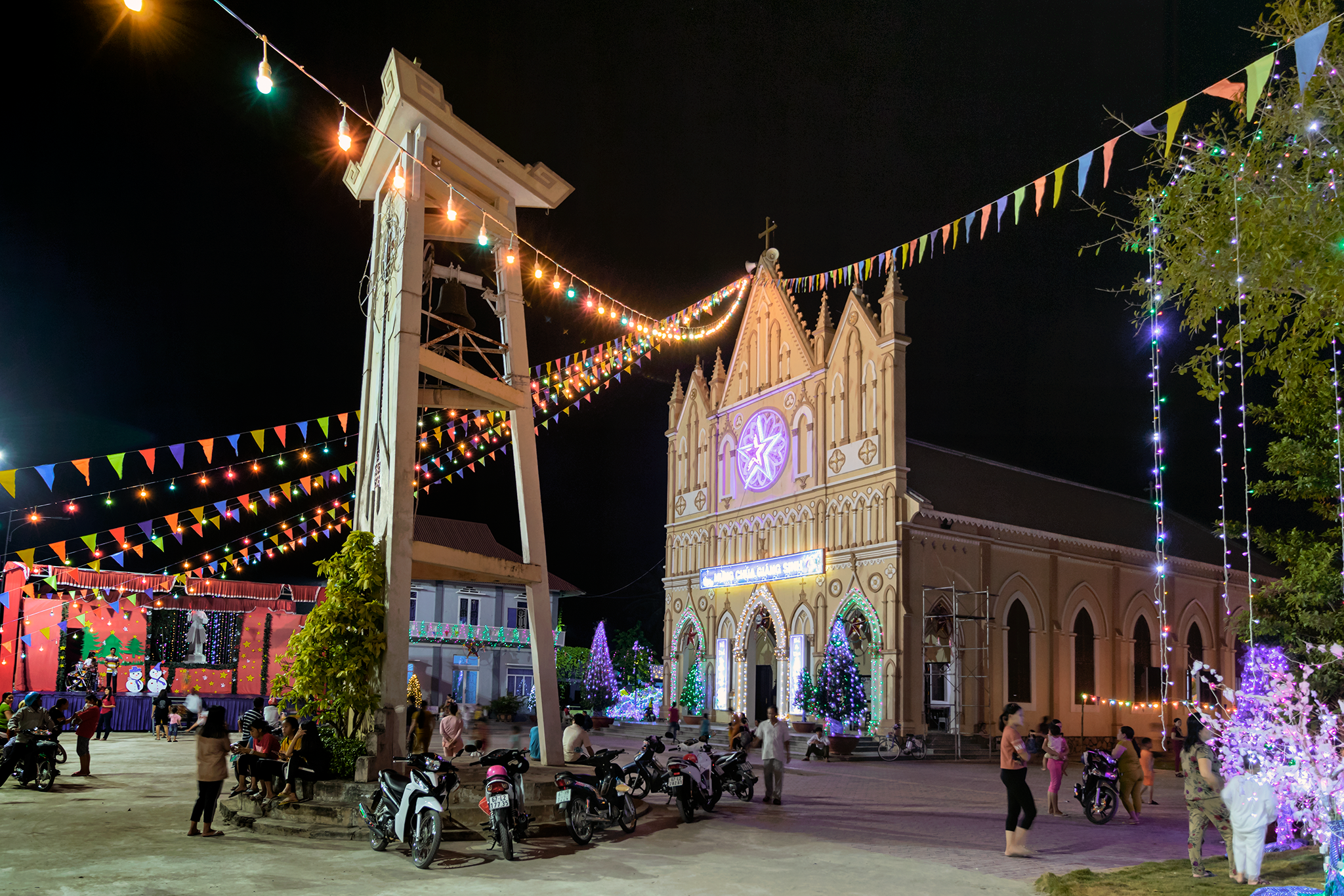
احتفالات عيد الميلاد في فيتنام
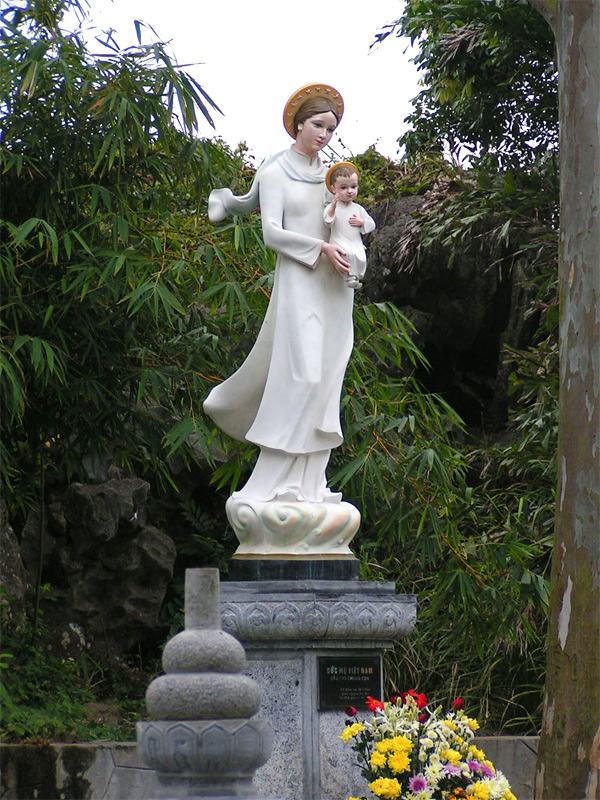
سيدة لا فانغ راعية فيتنام حسب التقاليد الكاثوليكية
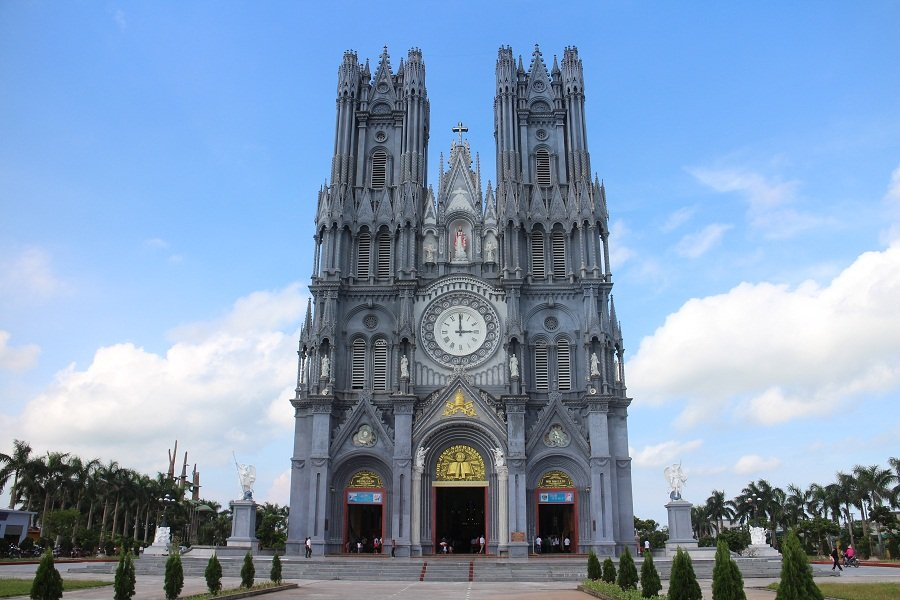
كنيسة كاثوليكية في فيتنام
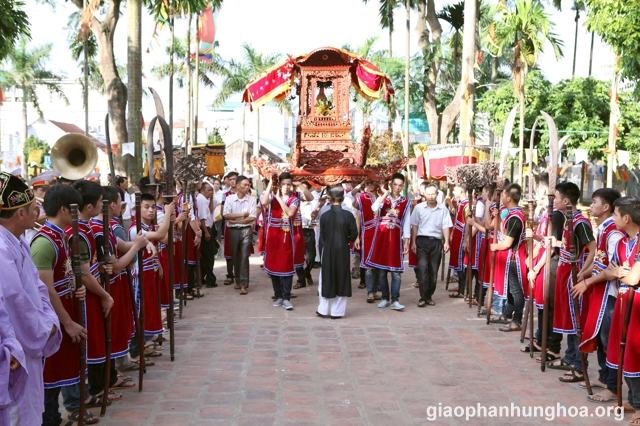
تطواف كاثوليكي في فيتنام